# Cavallo scalzo

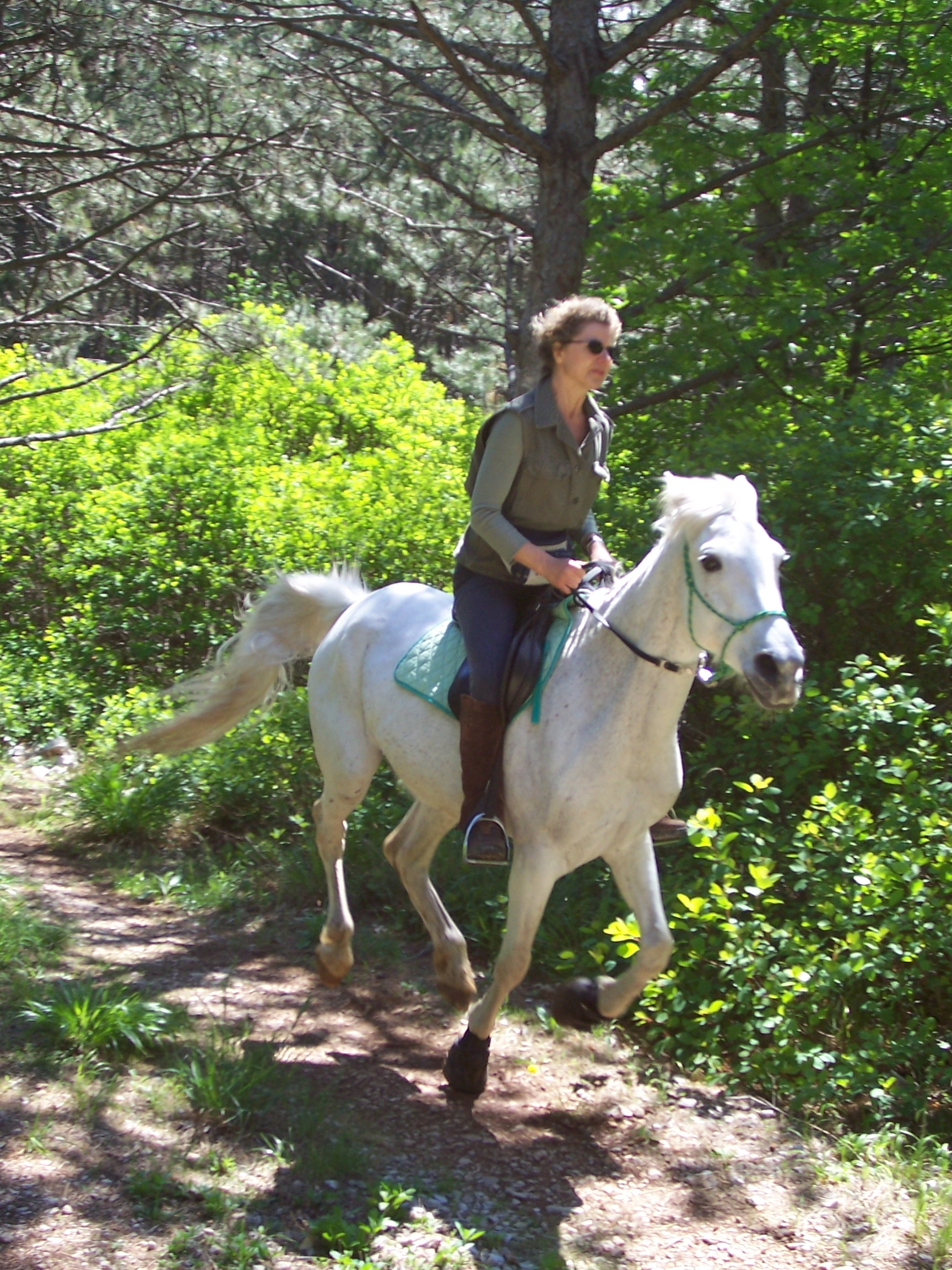
Galoppo barefoot (Carso di Monfalcone, 2005). La cavalla indossa scarpette sugli anteriori (periodo di transizione dopo la sferratura)

L'utilizzo del cavallo scalzo (in inglese barefoot horse) è una pratica che si sta recentemente diffondendo grazie al Barefoot movement (Movimento per il cavallo scalzo) basato soprattutto sulle osservazioni e sulle esperienze pratiche di Jaime Jackson.
Tale movimento si propone di riportare il cavallo alle condizioni originali eliminando la pratica della ferratura.

## Origine e diffusione della ferratura
I ferri di cavallo sono stati inventati durante il Medioevo in Europa, per proteggere e rendere utilizzabili i cavalli, i cui zoccoli erano stati indeboliti dall'impossibilità di muoversi liberamente a causa della stabulazione. Prima di allora, non sembra che i cavalli domestici fossero ferrati, compresi quelli impiegati dalle cavallerie delle civiltà antiche come Babilonesi, Egizi e Greci. Il manuale di Senofonte sulla cura e sull'addestramento del cavallo da guerra greco raccomanda che gli zoccoli fossero mantenuti forti inserendo un'area di acciottolato nel loro paddock. I cavalli attualmente utilizzati in Mongolia e in zone del Sud America sono tuttora sferrati.

## Svantaggi della ferratura

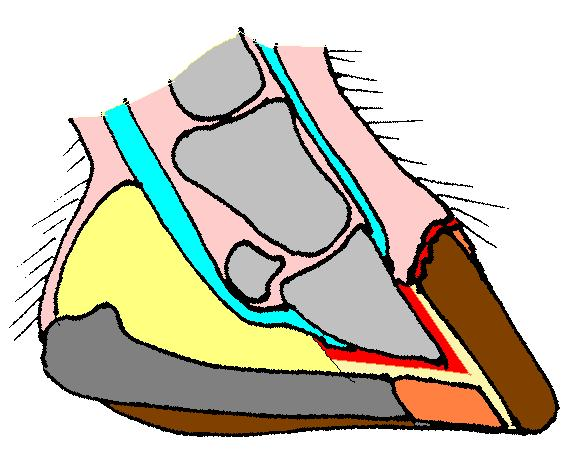
Sezione sagittale di uno zoccolo naturale, non ferrato. Rosa: tessuti molli; grigio chiaro: ossa (falangi e navicolare); azzurro: tendini; rosso: corion vivo; giallo: cuscinetto plantare; grigio scuro: fettone; arancio: suola; marrone: muraglia)

Quando i ferri di cavallo furono utilizzati per la prima volta, lo studio scientifico dell'anatomia (la struttura del corpo) e della fisiologia (lo studio del funzionamento delle cellule, dei tessuti e degli organi del corpo) era sconosciuto. I ricercatori attuali stanno riconsiderando criticamente i ferri di cavallo, studiando i loro effetti sulla forma, sulla struttura, sulla funzionalità e sulla salute di ognuna delle componenti dello zoccolo equino, fino a livello cellulare. I ferri possono produrre danni ad ognuno di questi livelli, specialmente quando la ferratura è di scarsa qualità, oppure non è sufficientemente frequente, o quando il precedente pareggio è sbilanciato. È qualcosa che gli osservatori più attenti hanno notato da sempre; i cavalli ferrati tendono a manifestare zoppìa troppo frequente, e sono abbattuti prima del termine del loro ciclo vitale, quando soffrono di dolori tali da non poter essere più utilizzati. La controversia sull'uso della ferratura, basata su argomenti del tutto analoghi a quelli utilizzati dall'attuale movimento per il cavallo sferrato, non è nuova, ma risale almeno alla fine del XIX secolo.

## Effetti della sferratura e periodo di transizione
I cavalli ferrati, una volta tolti i ferri e trascorso un tempo sufficiente a guarire le strutture interne dello zoccolo, possono migliorare notevolmente  nella sicurezza del piede (perché avvertono meglio il terreno), nell'impulso e resistenza (perché la flessibilità dello zoccolo sferrato agisce come una pompa ausiliaria a sostegno dell'attività del cuore), e nella qualità del movimento o agilità (la presenza dei ferri impedisce un pareggio frequente o una regolare usura dello zoccolo, e quindi impedisce che lo zoccolo mantenga costantemente la forma ideale per le sue prestazioni atletiche).
A causa degli effetti della ferratura — i danni ai tessuti interni  e la graduale distorsione della loro forma — gli zoccoli spesso non sono sani nel momento in cui il proprietario decide di sferrare il cavallo. Può volerci un intero ciclo di crescita dello zoccolo (il tempo di ricrescita dalla corona al suolo), cioè un periodo di transizione di circa otto mesi, prima che il cavallo possa essere utilizzato senza una forma di protezione ai suoi piedi in via di guarigione. In questo periodo, al cavallo possono essere applicate scarpette che vengono indossate solo quando il cavallo è montato su terreno duro, ghiacciato, roccioso o ghiaioso, e tolte nel tempo rimanente, per permettere un continuo contatto fra gli zoccoli ed il suolo. Recentemente sono stati ideati molti tipi di scarpette a questo scopo.

## Diffusione del cavallo sferrato e pareggio "wild horse"

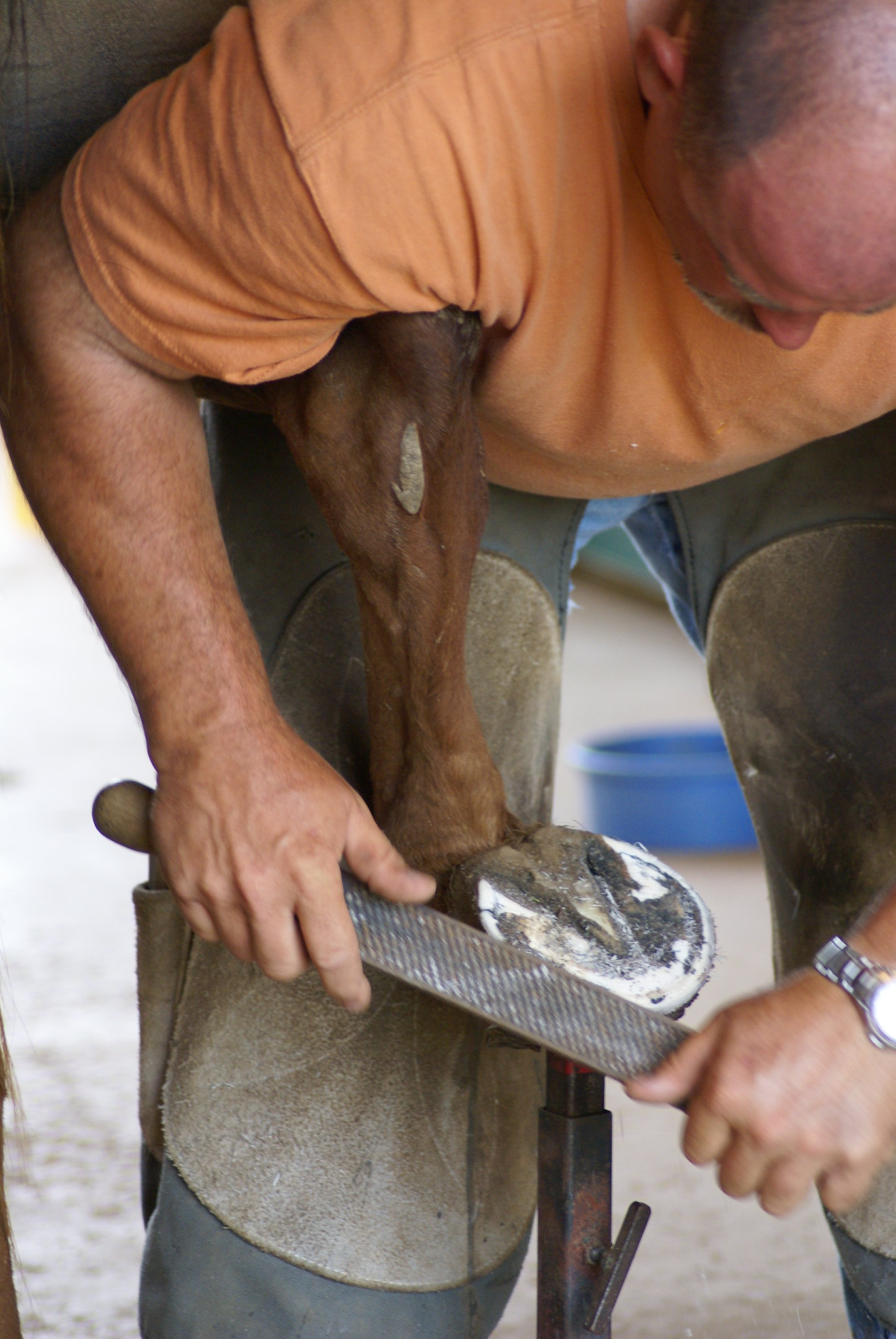
Limatura e pareggio dello zoccolo

L'uso del cavallo scalzo si è diffuso inizialmente nell'equitazione escursionistica di campagna, e molti proprietari  hanno imparato a pareggiare da soli i loro cavalli, poiché il pareggio dev'essere rinnovato anche ogni due - tre settimane in alcuni climi. Man mano che i vantaggi sulla salute e sul movimento sono diventati evidenti nei cavalli che avevano completato il periodo di transizione, i cavalli sferrati hanno cominciato ad essere utilizzati in campo agonistico (corse al galoppo, siepi, endurance), spesso con ottimi piazzamenti attribuibili al miglioramento della resistenza di cui gode il cavallo scalzo. Alcuni maneggi sono passati al cavallo sferrato perché così ottenevano una netta riduzione della quota di cavalli inutilizzabili per zoppia.
Lo stile di pareggio usato dalla maggior parte dei proprietari di cavalli sferrati differisce in aspetti fondamentali dal "pareggio da pascolo" eseguito sui cavalli che restano sferrati nella stagione invernale (ironicamente per "migliorare i loro piedi"). Il pareggio imita infatti gli zoccoli efficienti, naturalmente usurati dei cavalli selvaggi (i "mustang" del West americano, i "brumbies" australiani), e gli analoghi zoccoli delle zebre e dei cavalli sferrati mongoli. Punti importanti per il successo del pareggio sono:
1. l'accorciamento della muraglia e dei talloni fino al margine esterno concavo della suola, per assicurare la migliore conformazione dello zoccolo
2. l'arrotondamento del margine inferiore della muraglia ("mustang roll") per consentire un corretto breakover (il momento in cui il piede comincia a distaccarsi dal suolo) e per prevenire la scheggiatura e lo slargamento della muraglia.

## Laminite e  navicolite
Un interessante effetto collaterale della sferratura e del pareggio "wild-horse", riferito nei siti dei maggiori esperti nel pareggio naturale e documentato da molte testimonianze di proprietari, è che moltissimi cavalli affetti da laminite e dalla cosiddetta navicolite sono guariti da queste gravi forme di zoppia dopo essere stati sferrati e pareggiati in questo modo ogni 2-3 settimane per vari mesi, e sono tornati pienamente utilizzabili — un risultato non comune e sorprendente, in quanto tali patologie vengono tradizionalmente  definite "curabili ma inguaribili".
Nella pubblicazione Journal of Equine Veterinary Science - Clinical Outcome of 14 Obese, Laminitic Horses Managed with the Same Rehabilitation Protocol è riportato il risultato conseguito da pareggiatori della American Hoof Association nella riabilitazione di cavalli laminitici. Il programma è stato possibile grazie alla collaborazione tra Pete Ramey e la veterinaria Debra Taylor della Auburn University.

## Variazioni nella gestione e nell'alimentazione
I sostenitori del cavallo sferrato hanno osservato che gli zoccoli degli equini si mantengono in uno stato migliore quando i cavalli sono tenuti in branco, in modo da potersi muovere per 24 ore al giorno, come fanno i cavalli selvaggi, cosa che assicura giorno e notte una buona circolazione del sangue negli zoccoli, e raccomandano caldamente questa modalità di gestione. Al contrario degli uomini, i cavalli dormono solo per brevi periodi di tempo,  e in natura continuano a muoversi per tutta la notte mentre brucano nella prateria — e i loro zoccoli sembrano aver bisogno di questo continuo movimento.
Un altro punto importante — essenziale per la prevenzione e la guarigione della laminite — è quello dell'alimentazione naturale. Il sistema digerente del cavallo è adatto  ad un'alimentazione basata quasi esclusivamente su erba da pascolo povero — l'erba secca e rada delle praterie semidesertiche. In natura, il cavallo integra questo tipo di alimentazione con foglie di arbusti ed alberi, cortecce, rami, radici.  Questo tipo di alimentazione — l'ideale per la salute e il vigore del cavallo — può essere riprodotta, nel cavallo domestico, con l'uso di un buon fieno ricco di specie, ma povero di erbe con alto contenuto di proteine (tipo leguminose ed in particolare erba medica).
L'integrazione con cereali (granaglie) dovrebbe essere scarsa o nulla, mentre può essere importante un'integrazione di sali oligominerali, per ovviare all'insufficiente varietà di specie e di terreni di produzione, caratteristica di un fieno commerciale.